# Мессьє 73
Мессьє 73 (М73, інші позначення -NGC 6994,OCL 89) — астеризм в сузір'ї Водолія.
Цей об'єкт входить до числа перерахованих в оригінальній редакції нового загального каталогу.

## Спостереження

Астеризм M73 в сузір'ї Водолія

Об'єкт M73 розташований в західній частині сузір'я Водолія на схід від кулястого скупчення M72. М73 це всього чотири зірки 10-12 зоряної величини в межах тісного кола діаметром приблизно в 1 кутову хвилину. Не до кінця ясно чи пов'язані всі ці чотири зірки фізично (гравітаційно і за походженням) або випадково проектуються на цю компактну область неба. Дослідження цієї групи триває до сьогодення.
Цей астеризм (кратна зірка? Скупчення?) слід шукати майже точно на середині лінії від μ Водолія до θ Козерога (30 кутових хвилинах на північно-північний захід від зірки 6.5m). Для спостереження слід використовувати телескоп апертурою 125—150 мм і збільшення від 60х.
Зазвичай за одне з цим об'єктом спостерігають неяскраве кулясте скупчення M72 і дуже цікаву планетарну туманність NGC 7009 в 2 градусах на північний схід (приблизно в градусі на захід від ν Водолія 4.5m). Ця туманність називається «Сатурн» і назва дивно підходить до неї — вона виглядає у вигляді компактного округлого диска з «вушками» з боків. Краще заздалегідь перед спостереженнями підготувати пошукову карту для всіх цих неяскравих і незвичайних об'єктів.

### Сусіди по небу з каталогу Мессьє
- M72 — (в півтора градусах на захід) саме тьмяне кулясте скупчення в каталозі Мессьє;
- M30 — (на сході Козерога) досить яскраве і велике кулясте скупчення;
- M75 — (на південний захід, в Стрільці) помірно яскраве кулясте скупчення, вдалині від орієнтирів;
- M2 — (на північний схід) яскраве і надзвичайно щільний кулясте скупчення;

### Послідовність спостереження в «Марафоні Мессьє»
… М72 → М75 →М73 → М2 → М55 …

## Навігатори
Координати:  20г 58м 54с, −12° 38′ 00″

| ◄ NGC 6991-1 \| NGC 6991-2 \| NGC 6992 \| NGC 6993 \| NGC 6994 \| NGC 6995 \| NGC 6996 \| NGC 6997 \| NGC 6998 ► |